# 尼姆佐維奇防禦 (半開放性開局)
尼姆佐維奇防禦（英語：Nimzowitsch Defence）是國際象棋開局王兵開局的一種，走法為：
1.e4 Nc6。名稱來自阿龍·尼姆佐維奇。